# Rubus florulentus
Rubus florulentus är en rosväxtart som beskrevs av Wilhelm Olbers Focke. Rubus florulentus ingår i släktet rubusar, och familjen rosväxter. Inga underarter finns listade i Catalogue of Life.